# Detroit Rock City (nummer)
"Detroit Rock City" is een nummer van de Amerikaanse band Kiss. Het nummer verscheen op hun album Destroyer uit 1976. Op 28 juli van dat jaar werd het nummer uitgebracht als de derde single van het album.

## Achtergrond
"Detroit Rock City" is geschreven door zanger Paul Stanley en Bob Ezrin en geproduceerd door Ezrin. Het was de bedoeling dat het de laatste single van het album Destroyer zou worden. Met uitzondering van Detroit werd de single nergens populair: het werd weinig verkocht en weinig op de radio gedraaid, waardoor het ook niet in de Amerikaanse Billboard Hot 100 terecht kwam, alhoewel het bij fans wel een geliefd nummer was. Verrassend genoeg was de B-kant "Beth" wel populair, waarop werd besloten om de A- en B-kant om te draaien. Dit was een goede beslissing, aangezien "Beth" met een zevende plaats in de Hot 100 de hoogst genoteerde single van de band werd.
Alhoewel de titel van het nummer "Detroit Rock City" is, speelde het incident waar het door is geïnspireerd zich niet af in deze stad. Paul Stanley vertelde hierover: "Ik had de riff van het nummer, het 'Get up, get down'-deel, maar ik wist niet waar het over zou gaan behalve dat het over Detroit ging. En toen herinnerde ik me dat tijdens onze vorige tournee, volgens mij in Charlotte, kwam er iemand bij een auto-ongeluk om het leven vlak buiten de arena. Ik weet nog dat ik dacht dat het vreemd was hoe het leven soms zo snel eindigt. Iemand kan onderweg zijn naar iets dat een feest kan zijn, en een viering van het leven, en doodgaan op de weg ernaartoe. Dus dat vormde de basis van de tekst."
Op het album Destroyer ging "Detroit Rock City" over in het volgende nummer "King of the Night Time World" via de geluiden van een auto-ongeluk. Tijdens de tournee ter promotie van het album werden de twee nummers ook achter elkaar gespeeld. Het nummer was gebaseerd op "Acrobat", een ander Kiss-nummer dat enkel tijdens live-optredens ten gehore is gebracht. Het nummer vormde de inspiratie voor de titel van de film Detroit Rock City uit 1999.

## NPO Radio 2 Top 2000
| Nummer met noteringen in de NPO Radio 2 Top 2000 | '20  | '21  | '22  | '23  | '24  |
| ------------------------------------------------ | ---- | ---- | ---- | ---- | ---- |
| Detroit Rock City                                | 1934 | 1779 | 1643 | 1843 | 1980 |

1. ↑  Een vetgedrukt getal geeft de hoogste notering aan.
2. ↑  2020 was het eerste jaar met een notering voor dit nummer.